# 성 의존증
성 의존증은 강박적으로 성행위에 참여하거나 몰두하여 부정적인 결과를 초래함에도 불구하고 계속하는 상태를 특징으로 한다. 이 개념은 논란의 여지가 있다. 2023년 기준 성 의존증은 DSM이나 ICD의 질병 분류에서 임상적 진단으로 인정되지 않으며, 후자는 이러한 행동을 강박적 성행동 장애의 일부로 분류한다.
강박적 성행동이 의존증, 즉 행동 중독에 해당하는지, 따라서 어떻게 분류하고 진단해야 하는지에 대해 정신과의사, 심리학자, 성과학자 및 기타 전문가들 사이에서 상당한 논쟁이 있다. 동물 연구에 따르면 강박적 성행동은 실험실 동물에서 약물 중독을 매개하는 것과 동일한 전사인자 및 후성유전학적 메커니즘에서 발생한다. 일부는 성과 같은 정상적인 행동에 그러한 개념을 적용하는 것이 문제가 될 수 있으며, 인간의 성에 의학적 모델인 의존증을 적용하는 것이 정상적인 행동을 병리화하고 해를 끼칠 수 있다고 주장한다.

## 분류
어떤 공식적인 진단 분류 체계도 "성 의존증"을 별개의 장애로 나열하지 않는다.
성 의존증 진단 모델의 지지자들은 이를 성욕과다증 내의 여러 성 관련 장애 중 하나로 간주한다. "성적 의존(sexual dependence)"이라는 용어도 성적 충동, 행동 또는 사고를 통제할 수 없다고 보고하는 사람들을 지칭하는 데 사용된다. 병리적 성행동의 관련 모델 또는 동의어로는 성욕과다증(여성의 경우 님포마니아 및 남성의 경우 사티리아시스), 색정광, 돈 후아니즘, 성도착 관련 장애 등이 있다.
ICD-11은 "강렬하고 반복적인 성적 충동이나 욕구를 통제하지 못해 반복적인 성행동을 유발하는 지속적인 패턴"을 다루기 위해 새로운 질환 분류인 강박적 성행동 장애를 만들었다. 그러나 강박적 성행동 장애(CSBD)는 의존증으로 간주되지 않으며, WHO는 성 의존증 진단을 지지하지 않는다.

### DSM
미국 정신의학 협회(APA)는 정신 건강 진단의 광범위한 목록인 정신질환 진단 및 통계 편람(DSM)을 발행하고 주기적으로 업데이트한다.
1987년에 발행된 버전(DSM-III-R)은 "반복적인 성적 정복 패턴이나 오직 사용될 대상으로만 존재하는 일련의 사람들을 포함하는 다른 형태의 비성도착적 성 의존증에 대한 고통"을 언급했다. 성 의존증에 대한 언급은 이후 삭제되었다. 2000년에 발행된 DSM-IV-TR은 성 의존증을 정신 질환으로 포함하지 않았다.
일부 저자는 성 의존증을 DSM 체계에 다시 도입해야 한다고 제안했지만, 2013년에 발행된 DSM-5에는 성 의존증이 포함되지 않았다. DSM-5 태스크포스 부의장인 대럴 레지어는 "'성욕과다증'이 새로운 추가 제안이긴 하지만, 이 현상을 의존증이라고 부를 준비가 되지 않았다"고 말했다. APA에 따르면, 강박적 성행동에 대한 진단 기준 연구 부족으로 제안된 진단은 포함되지 않았다.
2022년 3월에 발행된 DSM-5-TR은 성 의존증 진단을 인정하지 않는다.

### ICD
세계보건기구는 정신 질환에 국한되지 않는 국제 질병 분류(ICD)를 발행한다. 가장 최근에 승인된 문서인 ICD-10에는 "과도한 성적 충동"이 진단(코드 F52.7)으로 포함되어 있으며, 이를 남성의 경우 사티리아시스, 여성의 경우 님포마니아로 세분화한다. 그러나 ICD는 이러한 진단을 강박 행동 또는 충동조절장애로 분류하며 의존증으로 분류하지 않는다. 가장 최근 버전인 ICD-11은 "강박적 성행동 장애"를 진단(코드 6C72)으로 포함하지만, 의존증 모델을 사용하지는 않는다.

### CCMD
중국정신의학회는 중국 정신질환 분류를 발행하며, 현재 3판인 CCMD-3에는 성 의존증이 진단으로 포함되어 있지 않다.

### 그 외
일부 정신 건강 서비스 제공자들은 패트릭 칸즈, 아비엘 굿맨, 그리고 조나단 마시를 포함하여 성 의존증 진단을 위한 다양하지만 유사한 기준을 제안했다. 칸즈는 자신의 경험적 연구를 바탕으로 1983년에 성 의존증에 관한 첫 번째 임상 서적을 저술했다. 그의 진단 모델은 그가 설립한 기관에서 훈련받은 수천 명의 공인 성 의존증 치료사(CSAT)들에 의해 여전히 광범위하게 사용되고 있다. 그러나 성 의존증에 대한 어떤 진단 제안도 공식적인 의학 진단 매뉴얼에 채택되지 않았다.
2011년, 의존증 치료 및 예방에 전념하는 의사들의 가장 큰 의학적 합의체인 미국 탐닉의학회(ASAM)는 의존증을 만성적인 뇌 질환으로 재정의하여, 처음으로 의존증의 정의를 물질에서 도박 및 성과 같은 의존성 행동 및 보상 추구 행동으로 확장했다.

### 양극성 장애
양극성 장애 환자는 조증 기간 동안 성욕과다 행동을 보일 수 있다. 그러나 관련 문헌은 오래되었고, 이를 성 의존증으로 간주할 수 있는지에 대해서는 결론을 내릴 수 없다.

### 경계선 인격장애
ICD, DSM, CCMD는 성적 문란을 경계선 인격장애의 흔하고 문제적인 증상으로 나열한다. 이 진단을 받은 사람들은 때때로 통제 불가능해 보이는 성행동에 참여하여 개인에게 고통을 주거나 타인으로부터 부정적인 반응을 일으킬 수 있다. 따라서 성 의존증을 보이는 사람이 실제로는 경계선 인격장애를 가질 위험이 있다. 이는 부적절하거나 불완전한 치료로 이어질 수 있다.

### 의학적 검토 및 입장 표명
2016년 11월, 미국의 성 및 관계 치료 공식 기관인 미국 성교육자, 상담사 및 치료사 협회(AASECT)는 성 의존증에 대한 입장 표명을 통해 "성 의존증이나 포르노 의존증을 정신 건강 장애로 분류하는 것을 뒷받침할 충분한 경험적 증거를 찾지 못했으며, 성 의존증 훈련 및 치료 방법과 교육학적 접근 방식이 정확한 인간 성 지식에 의해 적절하게 정보화되어 있지 않다고 판단한다. 따라서 AASECT의 입장은 성적 충동, 사고 또는 행동과 관련된 문제를 포르노/성 의존증 과정과 연결하는 것을 성 교육 제공, 상담 또는 치료의 표준 진료로 발전시킬 수 없다는 것이다."라고 선언했다.
2017년, 세 개의 새로운 미국 성 건강 단체는 공동 입장 표명을 통해 성이나 성인 영화가 중독성이 있다는 개념을 지지하지 않는다고 밝혔다.
2017년 11월 16일, 성폭력 가해자 치료 협회(ATSA)는 성범죄자를 성 의존증 치료 시설로 보내는 것에 반대하는 입장을 발표했다.
성 연구자인 신경과학자들은 성이 중독성이 없다고 말한다. 성적 행동은 중독 기준을 충족하지 못한다: "실험 연구는 사용의 증가, 충동 조절의 어려움, 부정적 영향, 보상 결핍 증후군, 금단 증후군, 내성 또는 강화된 후기 양성 전위와 같은 중독의 핵심 요소를 뒷받침하지 않는다." 또한 성의 경우 중독의 핵심 신경생물학적 특징의 증거는 거의 없다.
그러나 이러한 발전에도 불구하고, 성 의존증 관련 연구는 아직 초기 단계에 머물러 있다. 이론적 통합의 부족, 방법론적 엄격성의 결핍, 임상 표본의 희소성, 편의 표본(예: 대학생 또는 터크 기계 표본)에 대한 과도한 의존, 역학 연구의 완전한 부재, 강박적 성행동(CSB)의 정의와 측정에 대한 광범위한 불일치, 그리고 치료 연구의 부족 등 모든 것이 성 의존증 관련 문헌을 괴롭히고 있다. 이 분야의 과학자, 연구자, 임상의들이 이 분야를 발전시키고 통제 불능의 성행동을 보고하는 사람들에게 증거 기반 치료를 제공하려면 위의 모든 것이 필요하다. (Grubbs et al. 2020)

## 진단

### ICD-11
강박적 성행동 장애는 다음 기준에 따라 결정된다.
- 강렬하고 반복적인 성적 충동이나 욕구를 통제하지 못하여 반복적인 성행동을 초래하는 지속적인 패턴
- 강렬한 성적 충동이나 욕구를 통제하지 못하고 반복적인 성행동을 초래하는 패턴이 장기간(6개월 이상)에 걸쳐 나타남
- 개인, 가족, 사회, 교육, 직업 또는 기타 중요한 기능 영역에서 현저한 고통이나 심각한 손상을 유발함
- 성적 충동, 욕구 또는 행동에 대한 도덕적 판단 및 불승인과 전적으로 관련된 고통만으로는 이 요구 사항을 충족하기에 충분하지 않음

ICD-11은 포르노그래피를 강박적 성행동 장애에 추가했다. 강박적 성행동 장애는 의존증이 아니며 성 의존증과 혼동해서는 안 된다.

## 가능한 메커니즘
강박적인 성행동을 보이는 쥐를 대상으로 한 동물 연구에서는 이러한 행동이 약물 중독을 매개하는 것과 동일한 뇌 내 분자 메커니즘을 통해 매개된다는 사실이 밝혀졌다. 성 활동은 긍정적 강화물로 작용하는 것으로 나타난 본질적 보상이며, 보상 시스템을 강력하게 활성화하고 줄무늬체(특히 측좌핵)의 일부에서 ΔFosB의 축적을 유도한다. 보상 시스템 내의 특정 경로의 만성적이고 과도한 활성화와 측좌핵 내 특정 뉴런 그룹에서의 ΔFosB 축적은 의존증을 특징짓는 강박 행동의 발달과 직접적으로 관련되어 있다.
인간의 경우, 도파민성 약물을 복용하는 일부 개인에게서 약물 유발 강박적 성행동 또는 도박을 특징으로 하는 도파민 조절 이상 증후군이 관찰되기도 했다.
천연 보상과 약물 보상에 대한 현재의 의존증 실험 모델은 중뇌피질변연계 투사에서 유전자 발현의 공통적인 변화를 보여준다. ΔFosB는 의존증과 관련된 가장 중요한 전사인자인데, 측좌핵에서 이 유전자를 바이러스 또는 유전적으로 과발현시키면 발생하는 대부분의 신경 적응 및 신경가소성에 필요하고 충분하기 때문이다. 이 유전자는 알코올, 칸나비노이드, 코카인, 니코틴, 오피오이드, 펜시클리딘, 그리고 치환된 암페타민에 대한 의존증과 관련되어 있다. ΔJunD는 ΔFosB와 직접적으로 반대되는 전사인자이다. 측좌핵 ΔJunD 발현 증가는 만성 약물 남용에서 보이는 대부분의 신경 변화(즉, ΔFosB에 의해 매개되는 변화)를 줄이거나, 크게 증가하면 심지어 차단할 수도 있다.
ΔFosB는 또한 맛있는 음식, 성관계, 운동과 같은 자연적 보상에 대한 행동 반응을 조절하는 데 중요한 역할을 한다. 자연적 보상은 약물 남용과 마찬가지로 측좌핵에서 ΔFosB를 유도하며, 이러한 보상을 만성적으로 획득하는 것은 유사한 병리학적 의존성 상태를 초래할 수 있다. 따라서 ΔFosB는 자연적 보상에 대한 의존증, 특히 성적 의존증의 핵심 전사인자이기도 한데, 이는 측좌핵의 ΔFosB가 성적 보상의 강화 효과에 결정적이기 때문이다. 자연적 보상과 약물 보상 간의 상호작용에 대한 연구는 정신자극제와 성적 보상이 교차 민감화 효과를 가지며, ΔFosB를 통해 매개되는 의존증 관련 신경가소성의 공통적인 생체분자 메커니즘에 작용한다는 것을 시사한다.

### 진화적 관점
진화적 관점에서 인간의 성행동은 생식 기회가 사회적, 환경적, 생물학적 제약에 의해 제한되는 조건에서 진화했다. 강한 성욕은 역사적으로 개인의 적합도 이점을 부여하여 생식 성공률을 높였을 것이다. 그러나 쉽게 접근할 수 있는 온라인 포르노그래피, 사이버섹스, 기타 새로운 성적 배출구와 같은 현대 기술은 진화된 성향이 전례 없는 성적 자극 접근과 충돌하는 “진화적 불일치”를 일으킬 수 있다. 이러한 불일치는 정상적인 짝짓기 동기를 강화하거나 과도하게 활성화시켜, 일부 경우 "성 의존증"으로 분류되는 행동으로 이어질 수 있다. 역학 데이터는 남성이 여성보다 강박적 성행동의 보고율이 높다는 것을 일관되게 보여주는데, 일부 연구자들은 이를 남성의 진화적으로 형성된 단기 짝짓기 전략 지향과 연결시킨다. 초기 환경에서는 성적 추구가 빠르게 생식으로 이어졌고, 일반적으로 추가적인 짝짓기 추구를 억제하는 사회적, 호르몬 변화가 뒤따랐다. 그러나 오늘날에는 거의 무제한적인 성적 콘텐츠가 진화된 욕구를 해로운 또는 고통스러운 방식으로 나타나게 하여, 현대 사회의 새로운 특징이 어떻게 적응적 성향을 잠재적으로 부적응적인 강박으로 변형시킬 수 있는지를 보여준다.
틀:Addiction-related plasticity

## 치료

### 상담
2023년 현재, 성심리 상담 또는 성 및 관계 치료의 공식 규제 기관 중 어느 곳도 성 의존증을 관련 치료 프로토콜을 가진 별개의 독립체로 인정하지 않았다. 실제로 일부 실무자들은 성 의존증을 잠재적으로 해로운 진단으로 간주하며, 동성애 전환 치료와 유사점을 찾는다. 그 결과, 성 의존증 치료는 성심리 전문의보다는 상담 분야의 의존증 전문가에 의해 더 자주 제공된다. 이러한 상담 전문가는 일반적으로 상담 또는 심리학과 같은 관련 분야에서 석사 학위 또는 박사 학위를 포함한 고등 교육 학위를 소지한다. 이들 상담사는 또한 석사 학위 이상의 교육 수준이 요구되는 공인 전문 상담사(LPC-S)와 같은 자격증을 소지할 수 있다. 치료사 및 심리학자 역시 일반적으로 관련 연구 분야에서 석사 학위를 소지한다.
인지 행동 치료는 의존증과 부적응 행동 전반에 대한 일반적인 행동 치료 형태이다. 변증법적 행동치료 또한 치료 결과 개선에 효과가 있는 것으로 나타났다. 공인 성 의존증 치료사(CSAT)—국제 트라우마 및 의존증 전문가 협회에서 인증한 성 의존증 치료사 그룹—는 성 의존증을 위해 특별히 고안된 전문적인 행동 치료를 제공한다.

### 대면 지원 그룹
대면 지원 그룹은 대부분의 선진국에서 이용할 수 있다. 12단계 치료의 효과에 대한 연구는 거의 이루어지지 않았으며, 이 치료의 효과에 대한 과학적 지지는 미약하다.
지원 그룹은 보험 미가입자 또는 보험 적용이 부족한 개인에게 유용할 수 있다. (참고: 익명의 알코올 중독자들 § 건강 관리 비용.) 또한 전문 치료의 보조 수단으로도 유용할 수 있다. 이 외에도 전문 치료기관이 포화 상태(즉, 신규 환자를 받지 않음), 부족하거나 없는 곳, 또는 대기자 명단이 있는 곳에서 유용할 수 있다. 마지막으로, 전문 치료에 돈을 쓰는 것을 꺼리는 환자에게도 유용할 수 있다.

## 역학
2014년의 체계적인 검토에 따르면, 성 의존증/성욕과다증의 관찰된 유병률은 3%에서 6%에 이른다. 일부 연구에서는 성 의존증 환자의 80%가 남성으로 불균형하게 많다고 시사한다.
포르노그래피 소비에 대한 한 검토 논문은 성 의존증이 나르시시즘과 상관관계가 있다고 지적한다.

## 역사
"성 의존증"이라는 용어는 1970년대 중반에 여러 익명의 알코올 중독자들 회원이 12단계 프로그램 원리를 연속적인 불신과 알코올 의존증에서 경험했던 무력감 및 통제 불능과 유사한 다른 통제 불가능한 강박적 성행동으로부터 성적 회복에 적용하려고 시도하면서 처음 등장했다. 현재 성 의존증 익명 동료 그룹, 색스어홀릭스 익명 동료 그룹, 성 및 사랑 중독자 익명 동료 그룹, 성 회복 익명 동료 그룹, 성 강박 익명 동료 그룹을 포함하여 성 의존증 환자로 자신을 식별하는 사람들을 위한 여러 12단계식 자조 그룹이 존재한다.

## 사회 및 문화

### 논란
비합의적 성행위는 성적 학대이다. 성 의존증 치료는 일반적으로 사람들이 다른 사람들을 성적으로 학대하도록 이끄는 요인들을 다루지 않을 것이다.
성 의존증을 둘러싼 논란은 임상 환경에서 진단 모델을 통해 이를 식별하는 것에 집중되어 있다. 현재 의학 문헌 검토에서 언급되었듯이, 인간에게서 강박적 성행동이 관찰되었으며, 일부 도파민성 약물을 복용하는 개인에게서 약물 유발 강박적 성행동도 임상적으로 확인되었다. 더욱이 일부 연구는 동물 모델에서 부정적인 결과에도 불구하고 강박적인 성행동에 대한 참여를 시사한다. 현재의 진단 모델은 약물 관련 개념을 의존증의 진단 기준으로 사용하기 때문에, 임상 환경에서 강박 행동을 모델링하는 데는 부적합하다. 결과적으로 DSM과 같은 진단 분류 시스템은 현재 "이러한 행동을 정신 질환으로 식별하는 데 필요한 진단 기준과 경과 설명을 확립할 충분한 동료 검토 증거가 없기 때문에" 성 의존증을 진단으로 포함하지 않는다. 2014년에 수행된 성 의존증에 대한 체계적인 검토는 "성 의존증에 대한 경험적 증거 부족은 이 질병이 정신 질환 진단 및 통계 편람의 버전에서 완전히 부재하기 때문"이라고 주장했다.
성 의존증의 정의와 존재에 대한 논쟁은 수십 년 동안 이어져 왔으며, 이 문제는 1994년 저널 기사에서도 다루어졌다. 메이오 클리닉은 성 의존증을 강박장애의 한 형태로 간주하며 이를 "성 강박"이라고 부른다(탐닉은 보상 자극에 대한 강박으로 정의되었지만, ASAM은 이제 이를 "뇌 보상, 동기 부여, 기억 및 관련 회로의 원발성 만성 질환"으로 설명한다).). 1988년의 한 논문과 2006년 발행된 저널 의견 서신은 성 의존증 자체가 미신이며 문화적 및 기타 영향의 부산물이라고 주장했다. 1988년 논문은 이 상태가 환자에게 사회 낙인을 투사하는 방식이라고 주장했다. "사랑 의존증" 또한 문화적 규범과 일반적으로 받아들여지는 도덕의 부산물일 수 있는 빈번한 친밀한 관계 패턴을 의미하므로 동일한 논쟁 영역에 속한다.
2003년 보고서에서 마티 클라인은 "성 의존증이라는 개념은 성 부정적이고 정치적으로 재앙적인 모델의 훌륭한 예시"라고 말했다.:8 클라인은 성 의존증 모델의 치명적인 한계로 간주하는 여러 특징들을 지적했으며:8 성 의존증의 진단 기준은 인터넷에서 쉽게 찾을 수 있다고 말했다.:9 성 의존증 선별 검사를 인용하며 그는 "성 의존증 진단 기준은 문제 없는 경험을 문제로 만들어 결과적으로 대다수의 사람들을 병리화한다"고 주장했다.:10
강박적 성행동(CSBD) 진단이 성 연구에 기반을 두지 않는다는 주장이 제기되었다.
에이프릴 알렉산더에 따르면, 역사적으로 미국에서 성 의존증 주장은 중범죄를 저지른 백인 남성들의 선호되는 변호였다.
"그럴듯한 이론"임에도 불구하고, 성 의존증 개념에 대한 경험적 지지는 대체로 부족하며, "포르노/성 의존증 산업은 임상 실습에 침해하는 보수적인 성 도덕적 가치에 기반을 두고 있다." ASAM은 2024년에 미국정신의학협회나 세계보건기구 모두 성 의존증이라는 것이 존재한다는 견해를 지지하지 않는다는 점을 인정했다(강박적 성행동 장애는 의존증이 아니므로).
이것이 논란이 많은 진단이기 때문에, 고라(Gola)와 크라우스(Kraus, 2021)는 WHO가 CSBD를 충동조절장애로 분류함으로써 "좋은 타협점"에 도달했다고 보았다.
줄리 세일은 "어떤 누구도 고객이 통제 불가능하다고 느끼는 성행동에 대해 치료를 찾는다는 사실을 반박하지 않는다. 문제는 이러한 고객의 경험을 어떻게 개념화하고 임상적 진단이 치료에 어떻게 영향을 미치는지에 있다"고 말했다.
실바 네베스는 많은 경우 동성애 남성에게 적용되는 성 의존증 치료가 전환 치료와 유사하다고 말한다. 이는 맥기(McGhee)와 홀로웰(Hollowell, 2022)에서도 언급되었다. 찰스 프랜시스도 2023년에 같은 주장을 했다. 모니카 마이어는 2018년에 이에 대해 경고했다.

### 대중문화
성 의존증은 섹스 중독자의 고백, 나는 섹스중독자, 사무엘 잭슨의 블랙스네이크, 컨페션 오브 어 포르노 애딕트, 셰임, 땡스 포 쉐어링, 돈 존, 질식: 어느 섹스 중독자의 초상 등 다양한 영화의 주요 주제가 되었다. 찰스 2세는 17세기 풍자물에서 성 의존증 환자로 묘사되었다.

## 같이 보기
- 강박적 성행동 장애
- 강박적 자위행위
- 성욕과다증
- 인터넷 성 의존증
- 포르노그래피 중독
- 성적 강박관념

## 더 읽어보기
성 의존증의 전반적인 역사와 치료 기술을 제공하는 책은 다음과 같다:
- 패트릭 칸즈. 《그림자 밖으로: 성 의존증 이해하기》(Out of the Shadows: Understanding Sex Addiction). (Hazelden, 1983) ISBN 978-1-56838-621-8
- 《성 및 사랑 중독자 익명: 아우구스티누스 친교를 위한 기본서》(Sex and Love Addicts Anonymous: The Basic Text for the Augustine Fellowship). (Augustine Fellowship, 1986) ISBN 978-0-9615-7011-8
- 제니퍼 P. 슈나이더와 버트 슈나이더. 《성적 거짓말과 용서: 성 의존증 치유에 대해 말하는 부부들》(Sex Lies and Forgiveness: Couples Speaking Out on Healing from Sex Addiction). (Recovery Resources Press, 1991) ISBN 978-0-06-255343-0
- 패트릭 칸즈. 《사랑이라 부르지 마라: 성 의존증에서의 회복》(Don't Call It Love: Recovery From Sexual Addiction). (Bantam, 1992) ISBN 978-0-553-35138-5
- 랄프 H. 얼과 마커스 R. 얼. 《성 의존증: 사례 연구 및 관리》(Sex Addiction: Case Studies And Management). (Brunner/Mazel, 1995) ISBN 978-0-87630-785-4
- 아비엘 굿맨. 《성 의존증: 통합적 접근》(Sexual Addiction: An Integrated Approach). (International Universities Press, 1998) ISBN 978-0-8236-6063-6
- 조지 N. 콜린스와 앤드루 애들먼. 《악순환 끊기: 성 의존증, 포르노 집착, 수치심에서 벗어나기》(Breaking the Cycle: Free Yourself from Sex Addiction, Porn Obsession, and Shame). (New Harbinger Publications, 2011) ISBN 978-1-60882-083-2

성 의존증 환자의 배우자에게 초점을 맞춘 책:
- 엠마 도슨. 《성 의존증 환자와의 은밀한 삶: 발견부터 회복까지》(My Secret Life with a Sex Addict— from discovery to recovery). (Thornton Publishing, 2004) ISBN 978-1-932344-70-7
- 멕 윌슨. 《배신 후의 희망: 성 의존증이 결혼 생활을 침범했을 때 치유하기》(Hope After Betrayal: Healing When Sexual Addiction Invades Your Marriage). (Kregel Publications, 2007) ISBN 978-0-8254-3935-3
- 클라우디아 블랙. 《기만당함: 성적 배신과 거짓말, 비밀을 마주하기》(Deceived: Facing Sexual Betrayal Lies and Secrets). (Hazelden, 2009) ISBN 978-1-59285-698-5
- 바바라 스테펜스와 마샤 민즈. 《성 의존증 배우자: 배우자가 대처하고 치유하는 방법》(Your Sexually Addicted Spouse: How Partners Can Cope and Heal). (New Horizon Press, 2009) ISBN 978-0-88282-309-6
- 스테파니 칸즈. 《산산조각 난 마음 치유하기: 성 의존증 환자의 배우자를 위한 가이드》(Mending a Shattered Heart: A Guide for Partners of Sex Addicts). (Gentle Path Press, 2011) ISBN 978-0-9774400-6-1
- 마크 체임벌린. 《너를 사랑해, 포르노는 싫어: 가상 불륜으로 손상된 관계 치유하기》(Love You, Hate the Porn: Healing a Relationship Damaged by Virtual Infidelity). (Shadow Mountain; 2011년 7월 2일 판, 2011) ISBN 1-60641-936-6
- 팔드롬 콜린스와 조지 콜린스. 《성 의존증 부부 가이드: 신뢰를 재건하고 친밀감을 회복하는 단계별 계획》(A Couple's Guide to Sexual Addiction: A Step-by-Step Plan to Rebuild Trust and Restore Intimacy). (Adams Media, 2011) ISBN 978-1-4405-1221-6
- 스테파니 칸즈. 《마음의 상처 마주하기: 성 의존증 환자 배우자를 위한 회복 단계》(Facing Heartbreak: Steps to Recovery for Partners of Sex Addicts). (Gentle Path Press, 2012) ISBN 978-0-98327-133-8

성 의존증 개념에 대한 논의:
- 마스터스, 윌리엄 H.; 존슨, 버지니아 E.; 콜로드니, 로버트 C. (1995). 〈제17장, "성 의존증: 사실인가 유행인가?"〉. 《인간의 성》 5판. 하퍼콜린스 출판사. ISBN 978-0-673-46785-0.
- Dunning, Brian (2019년 12월 31일). “Skeptoid #708: 성 의존증의 모든 것”. 《Skeptoid》.